# Трибоња
Трибоња (итал. Tribogna) је насеље у Италији у округу Ђенова, региону Лигурија.
Према процени из 2011. у насељу је живело 538 становника. Насеље се налази на надморској висини од 308 м.

## Становништво
Према резултатима пописа становништва 2011. у општини је живело 620 становника.
| 1931. | 1936. | 1951. | 1961. | 1971. | 1981. | 1991. | 2001. | 2011. |
| ----- | ----- | ----- | ----- | ----- | ----- | ----- | ----- | ----- |
| 969   | 951   | 869   | 695   | 651   | 595   | 565   | 538   | 620   |